# Andrena pareklisiae
Andrena pareklisiae is een vliesvleugelig insect uit de familie Andrenidae. De wetenschappelijke naam van de soort is voor het eerst geldig gepubliceerd in 1957 door Mavromoustakis.